# Capnodiales
Ordre
Les Capnodiales sont un ordre de champignons de la classe des Dothideomycetes.
Cet ordre comprend notamment des espèces formant des hyphes sombres qui produisent des dépôts noirâtres sur les feuilles (taches de suies), souvent associées aux sécrétions sucrées de pucerons (cf. fumagine). 
Il compte également de nombreuses espèces pathogènes des plantes, en particulier dans la famille des Mycosphaerellaceae.
Quelques espèces sont lichénisées. 

## Liste des familles
Selon Catalogue of Life (26 novembre 2014) :
- famille des Antennulariellaceae
- famille des Capnodiaceae
- famille des Cladosporiaceae
- famille des Coccodiniaceae
- famille des Coccoideaceae
- famille des Davidiellaceae
- famille des Dissoconiaceae
- famille des Metacapnodiaceae
- famille des Mycosphaerellaceae
- famille des Piedraiaceae
- famille des Teratosphaeriaceae
- famille des Trichomeriaceae

Selon ITIS (26 novembre 2014) :
- famille Antennulariellaceae Woron., 1925
- famille Asterinaceae Hansf., 1946
- famille Capnodiaceae (Sacc.) Höhn. ex Theiss., 1916
- famille Davidiellaceae
- famille Euantennariaceae Hughes & Corlett, 1972
- famille Metacapnodiaceae Hughes & Corlett, 1972
- famille Mycosphaerellaceae Lindau, 1897
- famille Piedraiaceae Viégas ex Cif., Bat. & Campos, 1956
- famille Schizothyriaceae Höhn. ex Trotter & al., 1928
- famille Teratosphaeriaceae

## Liste des familles, genres et espèces
Selon NCBI (26 novembre 2014) :
- famille Capnodiaceae
  - genre Antennariella
    - Antennariella californica
    - Antennariella placitae

  - genre Capnodium
    - Capnodium coartatum
    - Capnodium coffeae
    - Capnodium dermatum
    - Capnodium salicinum

  - genre Conidiocarpus
    - Conidiocarpus asiaticus
    - Conidiocarpus betle
    - Conidiocarpus caucasicus
    - Conidiocarpus siamensis

  - genre Conidioxyphium
    - Conidioxyphium gardeniorum

  - genre Fumiglobus
    - Fumiglobus pieridicola

  - genre Leptoxyphium
    - Leptoxyphium cacuminum
    - Leptoxyphium fumago
    - Leptoxyphium glochidion
    - Leptoxyphium kurandae
    - Leptoxyphium madagascariense

  - genre Microxyphium
    - Microxyphium aciculiforme
    - Microxyphium citri
    - Microxyphium theae

  - genre Polychaeton
    - Polychaeton citri

  - genre Scorias
    - Scorias leucadendri
    - Scorias spongiosa
- famille Cladosporiaceae
  - genre Cladosporium
    - Cladosporium acalyphae
    - Cladosporium adianticola
    - Cladosporium allicinum
    - Cladosporium allii
    - Cladosporium allii-cepae
    - Cladosporium allii-porri
    - Cladosporium angustisporum
    - Cladosporium antarcticum
    - Cladosporium aphidis
    - Cladosporium arthropodii
    - Cladosporium asperulatum
    - Cladosporium australiense
    - Cladosporium basi-inflatum
    - Cladosporium breviramosum
    - Cladosporium bruhnei
    - Cladosporium chalastosporoides
    - Cladosporium chubutense
    - Cladosporium cladosporioides
    - Cladosporium colocasia
    - Cladosporium colocasiae
    - Cladosporium colombiae
    - Cladosporium coralloides
    - Cladosporium CPK3485
    - Cladosporium cucumerinum
    - Cladosporium cycadicola
    - Cladosporium delicatulum
    - Cladosporium dominicanum
    - Cladosporium echinulatum
    - Cladosporium effusum
    - Cladosporium exasperatum
    - Cladosporium exile
    - Cladosporium flabelliforme
    - Cladosporium funiculosum
    - Cladosporium fusiforme
    - Cladosporium gamsianum
    - Cladosporium globisporum
    - Cladosporium gossypiicola
    - Cladosporium grevilleae
    - Cladosporium halotolerans
    - Cladosporium herbaroides
    - Cladosporium herbarum
    - Cladosporium hillianum
    - Cladosporium inversicolor
    - Cladosporium iranicum
    - Cladosporium iridis
    - Cladosporium langeronii
    - Cladosporium laxicapitulatum
    - Cladosporium licheniphilum
    - Cladosporium lignicola
    - Cladosporium lycoperdinum
    - Cladosporium macrocarpum
    - Cladosporium magnusianum
    - Cladosporium minusculum
    - Cladosporium multigeniculatum
    - Cladosporium myrtacearum
    - Cladosporium nigrellum
    - Cladosporium oryzae
    - Cladosporium ossifragi
    - Cladosporium oxysporum
    - Cladosporium paracladosporioides
    - Cladosporium perangustum
    - Cladosporium phaenocomae
    - Cladosporium phlei
    - Cladosporium phyllactiniicola
    - Cladosporium phyllophilum
    - Cladosporium pini-ponderosae
    - Cladosporium porophorum
    - Cladosporium pseudiridis
    - Cladosporium pseudocladosporioides
    - Cladosporium psychrotolerans
    - Cladosporium ramotenellum
    - Cladosporium rectoides
    - Cladosporium salinae
    - Cladosporium scabrellum
    - Cladosporium silenes
    - Cladosporium sinuosum
    - Cladosporium soldanellae
    - Cladosporium sphaerospermum
    - Cladosporium spinulosum
    - Cladosporium subinflatum
    - Cladosporium subtilissimum
    - Cladosporium subuliforme
    - Cladosporium tenellum
    - Cladosporium tenuissimum
    - Cladosporium uniseptosporum
    - Cladosporium uredinicola
    - Cladosporium variabile
    - Cladosporium varians
    - Cladosporium velox
    - Cladosporium verrucocladosporioides
    - Cladosporium vignae
    - Cladosporium xylophilum
    - Cladosporium sp.(1) P555
    - Cladosporium sp.(2) P2

  - genre Davidiella
  - genre Graphiopsis
    - Graphiopsis chlorocephala

  - genre Rachicladosporium
    - Rachicladosporium alpinum
    - Rachicladosporium americanum
    - Rachicladosporium antarcticum
    - Rachicladosporium cboliae
    - Rachicladosporium inconspicuum
    - Rachicladosporium luculiae
    - Rachicladosporium mcmurdoii
    - Rachicladosporium monterosium
    - Rachicladosporium pini

  - genre Toxicocladosporium
    - Toxicocladosporium banksiae
    - Toxicocladosporium chlamydosporum
    - Toxicocladosporium ficiniae
    - Toxicocladosporium irritans
    - Toxicocladosporium leucadendri
    - Toxicocladosporium pini
    - Toxicocladosporium posoqueriae
    - Toxicocladosporium protearum
    - Toxicocladosporium pseudoveloxum
    - Toxicocladosporium rubrigenum
    - Toxicocladosporium strelitziae
    - Toxicocladosporium veloxum

  - genre Verrucocladosporium
    - Verrucocladosporium dirinae
- famille Dissoconiaceae
  - genre Dissoconium
    - Dissoconium aciculare
    - Dissoconium eucalypti
    - Dissoconium mali
    - Dissoconium proteae

  - genre Pseudoveronaea
    - Pseudoveronaea ellipsoidea
    - Pseudoveronaea obclavata

  - genre Ramichloridium
    - Ramichloridium anceps
    - Ramichloridium apiculatum
    - Ramichloridium australiense
    - Ramichloridium bicellularipes
    - Ramichloridium biverticillatum
    - Ramichloridium brasilianum
    - Ramichloridium cerophilum
    - Ramichloridium cucurbitae
    - Ramichloridium ducassei
    - Ramichloridium epichloes
    - Ramichloridium eucleae
    - Ramichloridium indicum
    - Ramichloridium luteum
    - Ramichloridium musae
    - Ramichloridium pini
    - Ramichloridium punctatum
    - Ramichloridium schulzeri
    - Ramichloridium strelitziae

  - genre Uwebraunia
    - Uwebraunia australiensis
    - Uwebraunia commune
    - Uwebraunia dekkeri
    - Uwebraunia musae
- famille Euantennariaceae
  - genre Rasutoria
    - Rasutoria pseudotsugae
    - Rasutoria tsugae
- famille Extremaceae
  - Extremus antarcticus
- famille Metacapnodiaceae
  - genre Metacapnodium
- famille Mycosphaerellaceae
  - genre Acervuloseptoria
    - Acervuloseptoria ziziphicola

  - genre Acrodontium
    - Acrodontium crateriforme
    - Acrodontium neolitseae

  - genre Mycosphaerella
    - Amycosphaerella africana

  - genre Annellosympodiella
    - Annellosympodiella juniperi

  - genre Asperisporium
    - Asperisporium caricae

  - genre Brunneosphaerella
    - Brunneosphaerella jonkershoekensis
    - Brunneosphaerella nitidae
    - Brunneosphaerella protearum

  - genre Caryophylloseptoria
    - Caryophylloseptoria lychnidis
    - Caryophylloseptoria pseudolychnidis
    - Caryophylloseptoria silenes

  - genre Cercospora
    - Cercospora acaciae-mangii
    - Cercospora achyranthis
    - Cercospora agavicola
    - Cercospora alchemillicola
    - Cercospora althaeina
    - Cercospora apii
    - Cercospora apiicola
    - Cercospora arecacearum
    - Cercospora ariminensis
    - Cercospora armoraciae
    - Cercospora artemisiae
    - Cercospora asparagi
    - Cercospora balsaminiana
    - Cercospora berteroae
    - Cercospora beticola
    - Cercospora bidentis
    - Cercospora bizzozeriana
    - Cercospora brassicicola
    - Cercospora broussonetiae
    - Cercospora campi-silii
    - Cercospora canescens
    - Cercospora capsici
    - Cercospora capsicigena
    - Cercospora caricis
    - Cercospora carotae
    - Cercospora celosiae
    - Cercospora chenopodii
    - Cercospora chinensis
    - Cercospora christellae
    - Cercospora chrysanthemi
    - Cercospora chrysanthemoides
    - Cercospora citrullina
    - Cercospora cocciniae
    - Cercospora codiaei
    - Cercospora coniogrammes
    - Cercospora corchori
    - Cercospora cryptomeriicola
    - Cercospora delaireae
    - Cercospora dioscoreae-pyrifoliae
    - Cercospora dispori
    - Cercospora eremochloae
    - Cercospora erysimi
    - Cercospora eucommiae
    - Cercospora euphorbiae-sieboldianae
    - Cercospora fagopyri
    - Cercospora fukushiana
    - Cercospora gerberae
    - Cercospora gossypii
    - Cercospora guatemalensis
    - Cercospora hayi
    - Cercospora helianthicola
    - Cercospora hydrangeae
    - Cercospora ipomoeae
    - Cercospora ipomoeae-pedis-caprae
    - Cercospora ischaemi
    - Cercospora jatrophiphila
    - Cercospora kalmiae
    - Cercospora kikuchii
    - Cercospora lactucae-sativae
    - Cercospora lagenariae
    - Cercospora longissima
    - Cercospora malvacearum
    - Cercospora meliicola
    - Cercospora mercurialis
    - Cercospora mikaniae
    - Cercospora mikaniicola
    - Cercospora modiolae
    - Cercospora nasturtii
    - Cercospora nicotianae
    - Cercospora olivascens
    - Cercospora penzigii
    - Cercospora physalidis
    - Cercospora piaropi
    - Cercospora pileicola
    - Cercospora poae
    - Cercospora polygonacea
    - Cercospora populicola
    - Cercospora punctiformis
    - Cercospora ricinella
    - Cercospora rodmanii
    - Cercospora rumicis
    - Cercospora senecionis-walkeri
    - Cercospora sesami
    - Cercospora sidicola
    - Cercospora sojina
    - Cercospora sophorae
    - Cercospora tagetea
    - Cercospora tezpurensis
    - Cercospora vignicola
    - Cercospora vignigena
    - Cercospora violae
    - Cercospora viticola
    - Cercospora zeae-maydis
    - Cercospora zebrina
    - Cercospora zeina
    - Cercospora zinniae
    - Cercospora zinniicola
    - Cercospora zonata

  - genre Cercosporella
    - Cercosporella acroptili
    - Cercosporella centaureicola
    - Cercosporella dolichandrae
    - Cercosporella pfaffiae
    - Cercosporella virgaureae

  - genre Cercostigmina
    - Cercostigmina protearum
    - Cercostigmina punctata

  - genre Cibiessia
    - Cibiessia dimorphospora
    - Cibiessia minutispora

  - genre Colletogloeopsis
    - Colletogloeopsis dimorpha

  - genre Colletogloeum
  - genre Cryptococcus
  - genre Cymadothea
    - Cymadothea trifolii

  - genre Cytostagonospora
    - Cytostagonospora martiniana

  - genre Dothistroma
    - Dothistroma pini

  - genre Eruptio
    - Eruptio acicola

  - genre Geastrumia
    - Geastrumia polystigmatis

  - genre Lecanosticta
    - Lecanosticta acicola
    - Lecanosticta pini

  - genre Microcyclosporella
    - Microcyclosporella mali

  - genre Miuraea
    - Miuraea persicae

  - genre Mycocentrospora
    - Mycocentrospora acerina
    - Mycocentrospora cantuariensis

  - genre Mycosphaerella
    - Mycosphaerella aleuritidis
    - Mycosphaerella ambiphylla
    - Mycosphaerella angustifoliorum
    - Mycosphaerella arachidis
    - Mycosphaerella arbuticola
    - Mycosphaerella areola
    - Mycosphaerella asteroma
    - Mycosphaerella aurantia
    - Mycosphaerella berkeleyi
    - Mycosphaerella bixae
    - Mycosphaerella brassicicola
    - Mycosphaerella buckinghamiae
    - Mycosphaerella cannabis
    - Mycosphaerella cerastiicola
    - Mycosphaerella coacervata
    - Mycosphaerella coffeicola
    - Mycosphaerella cryptica
    - Mycosphaerella delegatensis
    - Mycosphaerella elaeocarpi
    - Mycosphaerella ellipsoidea
    - Mycosphaerella endophytica
    - Mycosphaerella etlingerae
    - Mycosphaerella eumusae
    - Mycosphaerella eurypotami
    - Mycosphaerella fimbriata
    - Mycosphaerella flageoletiana
    - Mycosphaerella fori
    - Mycosphaerella fragariae
    - Mycosphaerella gleicheniae
    - Mycosphaerella gracilis
    - Mycosphaerella grandis
    - Mycosphaerella handelii
    - Mycosphaerella harthensis
    - Mycosphaerella hedericola
    - Mycosphaerella hyperici
    - Mycosphaerella intermedia
    - Mycosphaerella iridis
    - Mycosphaerella irregulari
    - Mycosphaerella keniensis
    - Mycosphaerella laricina
    - Mycosphaerella laricis-leptolepidis
    - Mycosphaerella latebrosa
    - Mycosphaerella linicola
    - Mycosphaerella linorum
    - Mycosphaerella lupini
    - Mycosphaerella madeirae
    - Mycosphaerella marasasii
    - Mycosphaerella marksii
    - Mycosphaerella medusae
    - Mycosphaerella microsora
    - Mycosphaerella milleri
    - Mycosphaerella mori
    - Mycosphaerella mozambica
    - Mycosphaerella musae
    - Mycosphaerella mycopappi
    - Mycosphaerella nawae
    - Mycosphaerella nootherensis
    - Mycosphaerella nyssicola
    - Mycosphaerella obscuris
    - Mycosphaerella phacae-frigidae
    - Mycosphaerella pini
    - Mycosphaerella pneumatophorae
    - Mycosphaerella podagrariae
    - Mycosphaerella polygoni-cuspidati
    - Mycosphaerella pomi
    - Mycosphaerella populi
    - Mycosphaerella pseudoellipsoidea
    - Mycosphaerella pseudomarksii
    - Mycosphaerella pseudovespa
    - Mycosphaerella punctata
    - Mycosphaerella pyri
    - Mycosphaerella quasiparkii
    - Mycosphaerella recutita
    - Mycosphaerella ribis
    - Mycosphaerella rosigena
    - Mycosphaerella rubella
    - Mycosphaerella shimabarensis
    - Mycosphaerella sojae
    - Mycosphaerella sphaerulinae
    - Mycosphaerella stromatosa
    - Mycosphaerella sumatrensis
    - Mycosphaerella suttoniae
    - Mycosphaerella swartii
    - Mycosphaerella tumulosa
    - Mycosphaerella valgourgensis
    - Mycosphaerella vespa
    - Mycosphaerella vietnamensis
    - Mycosphaerella wachendorfiae
    - Mycosphaerella waimeana
    - Mycosphaerella yunnanensis

  - genre Mycovellosiella
    - Mycovellosiella dulcamarae
    - Mycovellosiella ferruginea
    - Mycovellosiella passalorioides
    - Mycovellosiella phaseoli

  - genre Neoceratosperma
    - Neoceratosperma eucalypti

  - genre Neodeightoniella
    - Neodeightoniella phragmiticola

  - genre Neomycosphaerella
    - Neomycosphaerella pseudopentameridis

  - genre Neopenidiella
    - Neopenidiella nectandrae

  - genre Neopseudocercospora
    - Neopseudocercospora terminaliae

  - genre Neoseptoria
    - Neoseptoria caricis

  - genre Pallidocercospora
    - Pallidocercospora acaciigena
    - Pallidocercospora crystallina
    - Pallidocercospora heimii
    - Pallidocercospora heimioides
    - Pallidocercospora holualoana
    - Pallidocercospora irregulariramosa
    - Pallidocercospora konae
    - Pallidocercospora ventilago

  - genre Pantospora
    - Pantospora guazumae

  - genre Paracercospora
    - Paracercospora egenula

  - genre Paramycosphaerella
    - Paramycosphaerella brachystegia
    - Paramycosphaerella intermedia
    - Paramycosphaerella marksii

  - genre Parapenidiella
    - Parapenidiella pseudotasmaniensis

  - genre Parastenella
    - Parastenella gupoyu

  - genre Passalora
    - Passalora ageratinae
    - Passalora ampelopsidis
    - Passalora arachidicola
    - Passalora arctostaphyli
    - Passalora armatae
    - Passalora bellynckii
    - Passalora bougainvilleae
    - Passalora brachycarpa
    - Passalora californica
    - Passalora daleae
    - Passalora depressa
    - Passalora dioscoreae
    - Passalora dissiliens
    - Passalora dodonaea
    - Passalora dubia
    - Passalora eucalypti
    - Passalora fulva
    - Passalora fusimaculans
    - Passalora graminis
    - Passalora haldinae
    - Passalora helicteris-viscidae
    - Passalora henningsii
    - Passalora intermedia
    - Passalora janseana
    - Passalora leptophlebiae
    - Passalora lobeliae-fistulosae
    - Passalora loranthi
    - Passalora miurae
    - Passalora nattrassii
    - Passalora perplexa
    - Passalora pseudotithoniae
    - Passalora robiniae
    - Passalora rosicola
    - Passalora sequoiae
    - Passalora stromatica
    - Passalora tithoniae
    - Passalora vaginae
    - Passalora zambiae

  - genre Periconiella
    - Periconiella arcuata
    - Periconiella levispora
    - Periconiella loxsomatis
    - Periconiella lygodii
    - Periconiella machilicola
    - Periconiella perseae-macranthae
    - Periconiella velutina

  - genre Phaeocercospora
    - Phaeocercospora colophospermi

  - genre Phaeophleospora
    - Phaeophleospora atkinsonii
    - Phaeophleospora concentrica
    - Phaeophleospora epicoccoides
    - Phaeophleospora eugeniae
    - Phaeophleospora eugeniicola
    - Phaeophleospora gregaria
    - Phaeophleospora parsoniae
    - Phaeophleospora scytalidii
    - Phaeophleospora stonei
    - Phaeophleospora stramenti

  - genre Phaeothecoidea
    - Phaeothecoidea eucalypti
    - Phaeothecoidea intermedia
    - Phaeothecoidea melaleuca
    - Phaeothecoidea minutispora

  - genre Phloeospora
    - Phloeospora maculans
    - Phloeospora mimosae-pigrae
    - Phloeospora spiraeicola
    - Phloeospora ulmi

  - genre Polyphialoseptoria
    - Polyphialoseptoria tabebuiae-serratifolia
    - Polyphialoseptoria terminaliae

  - genre Porocercospora
    - Porocercospora seminalis

  - genre Pseudocercospora
    - Pseudocercospora abelmoschi
    - Pseudocercospora acericola
    - Pseudocercospora adansoniae
    - Pseudocercospora adumcum
    - Pseudocercospora airliensis
    - Pseudocercospora ampelopsis
    - Pseudocercospora angolensis
    - Pseudocercospora araliae
    - Pseudocercospora arecacearum
    - Pseudocercospora assamensis
    - Pseudocercospora athyrii
    - Pseudocercospora atromarginalis
    - Pseudocercospora avicenniae
    - Pseudocercospora balsaminae
    - Pseudocercospora basiramifera
    - Pseudocercospora basitruncata
    - Pseudocercospora bischofiae
    - Pseudocercospora bixae
    - Pseudocercospora buteae
    - Pseudocercospora callicarpae
    - Pseudocercospora camelliicola
    - Pseudocercospora carbonacea
    - Pseudocercospora casuarinae
    - Pseudocercospora catalpigena
    - Pseudocercospora catappae
    - Pseudocercospora cercidicola
    - Pseudocercospora cercidis-chinensis
    - Pseudocercospora chengtuensis
    - Pseudocercospora chiangmaiensis
    - Pseudocercospora chionanthi-retusi
    - Pseudocercospora christellae
    - Pseudocercospora chrysanthemicola
    - Pseudocercospora circumscissa
    - Pseudocercospora cladosporioides
    - Pseudocercospora cladrastidis
    - Pseudocercospora clematidis
    - Pseudocercospora colombiensis
    - Pseudocercospora contraria
    - Pseudocercospora coprosmae
    - Pseudocercospora cordiana
    - Pseudocercospora coriariae
    - Pseudocercospora cornicola
    - Pseudocercospora corylopsidis
    - Pseudocercospora cotoneastri
    - Pseudocercospora crispans
    - Pseudocercospora crocea
    - Pseudocercospora crousii
    - Pseudocercospora cruenta
    - Pseudocercospora cyatheae
    - Pseudocercospora cyathicola
    - Pseudocercospora cybistacis
    - Pseudocercospora cydoniae
    - Pseudocercospora cymbidiicola
    - Pseudocercospora davidiicola
    - Pseudocercospora dendrobii
    - Pseudocercospora destructiva
    - Pseudocercospora dianellae
    - Pseudocercospora dodonaeae
    - Pseudocercospora dovyalidis
    - Pseudocercospora duabangae
    - Pseudocercospora ebulicola
    - Pseudocercospora elaeocarpi
    - Pseudocercospora elaeodendri
    - Pseudocercospora epispermogonia
    - Pseudocercospora eriobotryae
    - Pseudocercospora eriodendri
    - Pseudocercospora eucalyptorum
    - Pseudocercospora eupatoriella
    - Pseudocercospora eupatorii-formosanae
    - Pseudocercospora eustomatis
    - Pseudocercospora exosporioides
    - Pseudocercospora fatouae
    - Pseudocercospora fici
    - Pseudocercospora fijiensis
    - Pseudocercospora flavomarginata
    - Pseudocercospora fori
    - Pseudocercospora fukuokaensis
    - Pseudocercospora fuligena
    - Pseudocercospora ginkgoana
    - Pseudocercospora glauca
    - Pseudocercospora gmelinae
    - Pseudocercospora gracilis
    - Pseudocercospora griseola
    - Pseudocercospora guianensis
    - Pseudocercospora haiweiensis
    - Pseudocercospora hakeae
    - Pseudocercospora handelii
    - Pseudocercospora hibbertiae-asperae
    - Pseudocercospora holarrhenae
    - Pseudocercospora humuli
    - Pseudocercospora humuli-japonici
    - Pseudocercospora humulicola
    - Pseudocercospora indonesiana
    - Pseudocercospora ixorae
    - Pseudocercospora jagerae
    - Pseudocercospora jahnii
    - Pseudocercospora jussiaeae
    - Pseudocercospora jussiaeae-repentis
    - Pseudocercospora kaki
    - Pseudocercospora kamalii
    - Pseudocercospora kiggelariae
    - Pseudocercospora latens
    - Pseudocercospora leucadendri
    - Pseudocercospora libertiae
    - Pseudocercospora lilacis
    - Pseudocercospora lindericola
    - Pseudocercospora longispora
    - Pseudocercospora lonicericola
    - Pseudocercospora lonicerigena
    - Pseudocercospora luzardii
    - Pseudocercospora lyoniae
    - Pseudocercospora lythracearum
    - Pseudocercospora lythri
    - Pseudocercospora macadamiae
    - Pseudocercospora macarangae
    - Pseudocercospora macrospora
    - Pseudocercospora madagascariensis
    - Pseudocercospora mali
    - Pseudocercospora malloticola
    - Pseudocercospora mangifericola
    - Pseudocercospora marginalis
    - Pseudocercospora melicyti
    - Pseudocercospora metrosideri
    - Pseudocercospora mombin
    - Pseudocercospora mori
    - Pseudocercospora musae
    - Pseudocercospora myrticola
    - Pseudocercospora nandinae
    - Pseudocercospora natalensis
    - Pseudocercospora nephrolepidicola
    - Pseudocercospora nephrolepidis
    - Pseudocercospora neriicola
    - Pseudocercospora nogalesii
    - Pseudocercospora norchiensis
    - Pseudocercospora ocimi-basilici
    - Pseudocercospora ocimicola
    - Pseudocercospora oenotherae
    - Pseudocercospora opuntiae
    - Pseudocercospora paederiae
    - Pseudocercospora palleobrunnea
    - Pseudocercospora pallida
    - Pseudocercospora pancratii
    - Pseudocercospora paraguayensis
    - Pseudocercospora parapseudarthriae
    - Pseudocercospora pini-densiflorae
    - Pseudocercospora platani
    - Pseudocercospora platylobii
    - Pseudocercospora plectranthi
    - Pseudocercospora polygonicola
    - Pseudocercospora pouzolziae
    - Pseudocercospora profusa
    - Pseudocercospora proiphydis
    - Pseudocercospora proteae
    - Pseudocercospora protearum
    - Pseudocercospora pruni-persicicola
    - Pseudocercospora pruni-yedoensis
    - Pseudocercospora prunicola
    - Pseudocercospora pseudostigmina-platani
    - Pseudocercospora pteridophytophila
    - Pseudocercospora puderi
    - Pseudocercospora puerariicola
    - Pseudocercospora punctata
    - Pseudocercospora punicae
    - Pseudocercospora purpurea
    - Pseudocercospora pyracanthae
    - Pseudocercospora pyracanthigena
    - Pseudocercospora ranjita
    - Pseudocercospora ravenalicola
    - Pseudocercospora rhabdothamni
    - Pseudocercospora rhamnellae
    - Pseudocercospora rhapisicola
    - Pseudocercospora rhododendri-indici
    - Pseudocercospora rhoina
    - Pseudocercospora robusta
    - Pseudocercospora rubi
    - Pseudocercospora rumohrae
    - Pseudocercospora salicina
    - Pseudocercospora sambucigena
    - Pseudocercospora saniculae-europaeae
    - Pseudocercospora sawadae
    - Pseudocercospora schizolobii
    - Pseudocercospora securinegae
    - Pseudocercospora snelliana
    - Pseudocercospora sordida
    - Pseudocercospora sphaerellae-eugeniae
    - Pseudocercospora sphaerulinae
    - Pseudocercospora stahlii
    - Pseudocercospora stephanandrae
    - Pseudocercospora subsessilis
    - Pseudocercospora subsynnematosa
    - Pseudocercospora subtorulosa
    - Pseudocercospora subulata
    - Pseudocercospora syzygiicola
    - Pseudocercospora tabernaemontanae
    - Pseudocercospora tereticornis
    - Pseudocercospora tetramelis
    - Pseudocercospora thailandica
    - Pseudocercospora theae
    - Pseudocercospora tibouchinae
    - Pseudocercospora tibouchinicola
    - Pseudocercospora tibouchinigena
    - Pseudocercospora timorensis
    - Pseudocercospora udagawana
    - Pseudocercospora variicolor
    - Pseudocercospora viburnigena
    - Pseudocercospora viticicola
    - Pseudocercospora vitis
    - Pseudocercospora wedeliae
    - Pseudocercospora weigelae
    - Pseudocercospora xanthocercidis
    - Pseudocercospora xanthoxyli
    - Pseudocercospora zelkovae

  - genre Pseudocercosporella
    - Pseudocercospora fraxinites
    - Pseudocercosporella arcuata
    - Pseudocercosporella bakeri
    - Pseudocercosporella capsellae
    - Pseudocercosporella chaenomelis
    - Pseudocercosporella fraxini
    - Pseudocercosporella koreana
    - Pseudocercosporella magnusiana
    - Pseudocercosporella oxalidis
    - Pseudocercosporella pastinacae

  - genre Ramularia
    - Ramularia aplospora
    - Ramularia beticola
    - Ramularia carthami
    - Ramularia coccinea
    - Ramularia coleosporii
    - Ramularia collo-cygni
    - Ramularia crupinae
    - Ramularia cynarae
    - Ramularia didyma
    - Ramularia endophylla
    - Ramularia eucalypti
    - Ramularia glechomatis
    - Ramularia grevilleana
    - Ramularia lactea
    - Ramularia lamii
    - Ramularia miae
    - Ramularia nagornyi
    - Ramularia pratensis
    - Ramularia proteae
    - Ramularia pusilla
    - Ramularia rubella
    - Ramularia rumicis-crispi
    - Ramularia sphaeroidea
    - Ramularia stellenboschensis
    - Ramularia uredinicola
    - Ramularia vallisumbrosae
    - Ramularia vizellae

  - genre Ramulispora
    - Ramulispora sorghi

  - genre Readeriella
    - Readeriella angustia
    - Readeriella brunneotingens
    - Readeriella callista
    - Readeriella deanei
    - Readeriella dendritica
    - Readeriella dimorphospora
    - Readeriella eucalypti
    - Readeriella eucalyptigena
    - Readeriella guyanensis
    - Readeriella limoniforma
    - Readeriella menaiensis
    - Readeriella mirabiliaffinis
    - Readeriella mirabilis
    - Readeriella nontingens
    - Readeriella novaezelandiae
    - Readeriella patrickii
    - Readeriella pseudocallista
    - Readeriella tasmanica

  - genre Rosenscheldiella
    - Rosenscheldiella brachyglottidis
    - Rosenscheldiella korthalsellae

  - genre Ruptoseptoria
    - Ruptoseptoria unedonis

  - genre Scirrhia
    - Scirrhia annulata
    - Scirrhia aspidiorum
    - Scirrhia brasiliensis

  - genre Septoria
    - Septoria abei
    - Septoria aceris
    - Septoria aciculosa
    - Septoria aegopodina
    - Septoria agrimoniicola
    - Septoria albopunctata
    - Septoria allii
    - Septoria alnifolia
    - Septoria alnii
    - Septoria anthrisci
    - Septoria anthurii
    - Septoria apiicola
    - Septoria artemisiae
    - Septoria arundinacea
    - Septoria astericola
    - Septoria astralagi
    - Septoria atropurpurea
    - Septoria bothriospermi
    - Septoria bupleuri
    - Septoria bupleuricola
    - Septoria calendulae
    - Septoria callistephi
    - Septoria campanulae
    - Septoria canadensis
    - Septoria cerastii
    - Septoria chamaecisti
    - Septoria chamaecysti
    - Septoria chelidonii
    - Septoria chromolaenae
    - Septoria chrysanthemella
    - Septoria cirsii
    - Septoria citri
    - Septoria citricola
    - Septoria clematidis
    - Septoria codonopsidis
    - Septoria convolvuli
    - Septoria crepidis
    - Septoria cretae
    - Septoria cruciatae
    - Septoria cucubali
    - Septoria cucurbitacearum
    - Septoria cytisi
    - Septoria dearnessii
    - Septoria digitalis
    - Septoria dolichospora
    - Septoria dysentericae
    - Septoria ekmaniana
    - Septoria epambrosiae
    - Septoria epilobii
    - Septoria erigerontis
    - Septoria escalloniae
    - Septoria eucalyptorum
    - Septoria exotica
    - Septoria floridae
    - Septoria galeopsidis
    - Septoria gei
    - Septoria gentianae
    - Septoria gerberae
    - Septoria gladioli
    - Septoria glycines
    - Septoria glycinicola
    - Septoria halophila
    - Septoria helianthi
    - Septoria helianthicola
    - Septoria hibiscicola
    - Septoria hippocastani
    - Septoria hyperici
    - Septoria justiciae
    - Septoria lactucae
    - Septoria lamii
    - Septoria lamiicola
    - Septoria lavandulae
    - Septoria lepidii
    - Septoria lepidiicola
    - Septoria leptostachya
    - Septoria leucanthemi
    - Septoria limonum
    - Septoria lycoctoni
    - Septoria lycopersici
    - Septoria lycopicola
    - Septoria lysimachiae
    - Septoria macropoda
    - Septoria malagutii
    - Septoria matricariae
    - Septoria mazi
    - Septoria melissae
    - Septoria menthae
    - Septoria microspora
    - Septoria napelli
    - Septoria obesa
    - Septoria oenanthicola
    - Septoria oenanthis
    - Septoria orchidearum
    - Septoria ostryae
    - Septoria oudemansii
    - Septoria pachyspora
    - Septoria paridis
    - Septoria passiflorae
    - Septoria passifloricola
    - Septoria perillae
    - Septoria petroselini
    - Septoria phalaridis
    - Septoria phlogis
    - Septoria pistaciae
    - Septoria pistaciarum
    - Septoria polygonorum
    - Septoria posoniensis
    - Septoria protearum
    - Septoria provencialis
    - Septoria pseudonapelli
    - Septoria putrida
    - Septoria rosae
    - Septoria rubi
    - Septoria rudbeckiae
    - Septoria rumicum
    - Septoria saccardoi
    - Septoria sambucina
    - Septoria saposhnikoviae
    - Septoria scabiosicola
    - Septoria schnabliana
    - Septoria senecionis
    - Septoria sigesbeckiae
    - Septoria sii
    - Septoria sisyrinchii
    - Septoria socia
    - Septoria sonchi
    - Septoria spergulae
    - Septoria stachydicola
    - Septoria stachydis
    - Septoria stellariae
    - Septoria steviae
    - Septoria tanaceti
    - Septoria taraxaci
    - Septoria tatarica
    - Septoria tinctoriae
    - Septoria tormentillae
    - Septoria urticae
    - Septoria verbascicola
    - Septoria verbenae
    - Septoria villarsiae
    - Septoria violae-palustris
    - Septoria violae-patrinii

  - genre Sonderhenia
    - Sonderhenia eucalypticola
    - Sonderhenia eucalyptorum

  - genre Sphaerulina
    - Sphaerulina abeliceae
    - Sphaerulina amelanchier
    - Sphaerulina azaleae
    - Sphaerulina berberidis
    - Sphaerulina betulae
    - Sphaerulina cercidis
    - Sphaerulina menispermi
    - Sphaerulina musae
    - Sphaerulina musiva
    - Sphaerulina myriadea
    - Sphaerulina oxyacanthae
    - Sphaerulina patrinia
    - Sphaerulina polyspora
    - Sphaerulina populi
    - Sphaerulina populicola
    - Sphaerulina pseudovirgaureae
    - Sphaerulina quercicola
    - Sphaerulina rhabdoclinis
    - Sphaerulina rhododendricola
    - Sphaerulina viciae

  - genre Staninwardia
    - Staninwardia suttonii

  - genre Stenella
    - Stenella araguata
    - Stenella lythri
    - Stenella musae
    - Stenella musicola
    - Stenella queenslandica

  - genre Sthughesia
    - Sthughesia juniperi

  - genre Stromatoseptoria
    - Stromatoseptoria castaneicola

  - genre Trimmatostroma
    - Trimmatostroma abietina
    - Trimmatostroma betulinum
    - Trimmatostroma cordae
    - Trimmatostroma salicis
    - Trimmatostroma salinum

  - genre Trochophora
    - Trochophora fasciculata
    - Trochophora simplex

  - genre Verrucisporota
    - Verrucisporota daviesiae
    - Verrucisporota grevilleae
    - Verrucisporota proteacearum

  - genre Wernerella
  - genre Xenomeris
    - Xenomeris raetica

  - genre Xenomycosphaerella
    - Xenomycosphaerella elongata
    - Xenomycosphaerella yunnanensis

  - genre Xenosonderhenia
    - Xenosonderhenia syzygii

  - genre Xenostigmina
    - Xenostigmina zilleri

  - genre Zasmidium
    - Zasmidium aerohyalinosporum
    - Zasmidium angulare
    - Zasmidium anthuriicola
    - Zasmidium aporosae
    - Zasmidium cellare
    - Zasmidium citri
    - Zasmidium dalbergiae
    - Zasmidium dicranopteridis
    - Zasmidium eucalypti
    - Zasmidium eucalyptorum
    - Zasmidium lonicericola
    - Zasmidium macluricola
    - Zasmidium nabiacense
    - Zasmidium nocoxi
    - Zasmidium parkii
    - Zasmidium pseudoparkii
    - Zasmidium rothmanniae
    - Zasmidium scaevolicola
    - Zasmidium suregadae
    - Zasmidium syzygii
    - Zasmidium xenoparkii

  - genre Zygophiala
    - Zygophiala cryptogama
    - Zygophiala cylindrica
    - Zygophiala qianensis
    - Zygophiala wisconsinensis

  - genre Zymoseptoria
    - Zymoseptoria ardabiliae
    - Zymoseptoria brevis
    - Zymoseptoria halophila
    - Zymoseptoria passerinii
    - Zymoseptoria pseudotritici
    - Zymoseptoria tritici
    - Zymoseptoria verkleyi
- famille Neodevriesiaceae
  - genre Neodevriesia
- famille Piedraiaceae
  - genre Piedraia
    - Piedraia quintanilhae
- famille Schizothyriaceae
  - non-classé Schizothyrium
    - Schizothyrium pomi
- famille Teratosphaeriaceae
  - genre Acidiella
    - Acidiella bohemica

  - genre Apenidiella
    - Apenidiella strumelloidea

  - genre Austroafricana
    - Austroafricana associata
    - Austroafricana keanei
    - Austroafricana parva

  - genre Batcheloromyces
    - Batcheloromyces alistairii
    - Batcheloromyces leucadendri
    - Batcheloromyces proteae
    - Batcheloromyces sedgefieldii

  - genre Baudoinia
    - Baudoinia compniacensis

  - genre Camarosporula
    - Camarosporula persooniae

  - genre Capnobotryella
    - Capnobotryella renispora

  - genre Catenulostroma
    - Catenulostroma castellanii
    - Catenulostroma chromoblastomycosum
    - Catenulostroma corymbiae
    - Catenulostroma elginense
    - Catenulostroma eucalyptorum
    - Catenulostroma hermanusense
    - Catenulostroma protearum

  - genre Constantinomyces
    - Constantinomyces macerans
    - Constantinomyces minimus
    - Constantinomyces nebulosus

  - genre Devriesia
    - Devriesia acadiensis
    - Devriesia agapanthi
    - Devriesia americana
    - Devriesia bulbillosa
    - Devriesia ficus
    - Devriesia fraseriae
    - Devriesia hilliana
    - Devriesia imbrexigena
    - Devriesia lagerstroemiae
    - Devriesia modesta
    - Devriesia pseudoamericana
    - Devriesia queenslandica
    - Devriesia shakazului
    - Devriesia shelburniensis
    - Devriesia staurophora
    - Devriesia stirlingiae
    - Devriesia strelitziae
    - Devriesia strelitziicola
    - Devriesia tardicrescens
    - Devriesia thermodurans
    - Devriesia xanthorrhoeae

  - genre Eupenidiella
    - Eupenidiella venezuelensis

  - genre Euteratosphaeria
    - Euteratosphaeria verrucosiafricana

  - genre Friedmanniomyces
    - Friedmanniomyces endolithicus
    - Friedmanniomyces simplex

  - genre Melanodothis
    - Melanodothis caricis

  - genre Myrtapenidiella
    - Myrtapenidiella corymbia
    - Myrtapenidiella eucalypti
    - Myrtapenidiella tenuiramis

  - genre Neocatenulostroma
    - Neocatenulostroma abietis
    - Neocatenulostroma germanicum
    - Neocatenulostroma microsporum

  - genre Neophaeothecoidea
    - Neophaeothecoidea proteae

  - genre Neotrimmatostroma
    - Neotrimmatostroma excentricum

  - genre Parateratosphaeria
    - Parateratosphaeria altensteinii
    - Parateratosphaeria bellula
    - Parateratosphaeria karinae
    - Parateratosphaeria marasasii
    - Parateratosphaeria persoonii

  - genre Pseudoteratosphaeria
    - Pseudoteratosphaeria flexuosa
    - Pseudoteratosphaeria gamsii
    - Pseudoteratosphaeria ohnowa
    - Pseudoteratosphaeria perpendicularis
    - Pseudoteratosphaeria secundaria
    - Pseudoteratosphaeria stramenticola

  - genre Queenslandipenidiella
    - Queenslandipenidiella kurandae

  - genre Ramopenidiella
    - Ramopenidiella cycadicola

  - genre Suberoteratosphaeria
    - Suberoteratosphaeria pseudosuberosa
    - Suberoteratosphaeria suberosa
    - Suberoteratosphaeria xenosuberosa

  - genre Teratosphaeria
    - Teratosphaeria agapanthi
    - Teratosphaeria alboconidia
    - Teratosphaeria alcornii
    - Teratosphaeria angophorae
    - Teratosphaeria aurantia
    - Teratosphaeria australiensis
    - Teratosphaeria biformis
    - Teratosphaeria blakelyi
    - Teratosphaeria brunneotingens
    - Teratosphaeria callophylla
    - Teratosphaeria capensis
    - Teratosphaeria complicata
    - Teratosphaeria considenianae
    - Teratosphaeria coolabuniensis
    - Teratosphaeria corymbiae
    - Teratosphaeria crispata
    - Teratosphaeria cryptica
    - Teratosphaeria destructans
    - Teratosphaeria dimorpha
    - Teratosphaeria encephalarti
    - Teratosphaeria eucalypti
    - Teratosphaeria fibrillosa
    - Teratosphaeria fimbriata
    - Teratosphaeria foliensis
    - Teratosphaeria gauchensis
    - Teratosphaeria hortaea
    - Teratosphaeria juvenalis
    - Teratosphaeria knoxdaviesii
    - Teratosphaeria macowanii
    - Teratosphaeria maculiformis
    - Teratosphaeria majorizuluensis
    - Teratosphaeria mareebensis
    - Teratosphaeria maxii
    - Teratosphaeria mexicana
    - Teratosphaeria micromaculata
    - Teratosphaeria miniata
    - Teratosphaeria molleriana
    - Teratosphaeria multiseptata
    - Teratosphaeria nubilosa
    - Teratosphaeria ovata
    - Teratosphaeria pluritubularis
    - Teratosphaeria praelongispora
    - Teratosphaeria profusa
    - Teratosphaeria proteae-arboreae
    - Teratosphaeria pseudocryptica
    - Teratosphaeria pseudoeucalypti
    - Teratosphaeria pseudonubilosa
    - Teratosphaeria quasicercospora
    - Teratosphaeria readeriellophora
    - Teratosphaeria rubidae
    - Teratosphaeria stellenboschiana
    - Teratosphaeria suberosa
    - Teratosphaeria suttonii
    - Teratosphaeria syncarpiae
    - Teratosphaeria terminaliae
    - Teratosphaeria tinara
    - Teratosphaeria toledana
    - Teratosphaeria veloci
    - Teratosphaeria verrucosa
    - Teratosphaeria viscidus
    - Teratosphaeria wingfieldii
    - Teratosphaeria xenocryptica
    - Teratosphaeria zuluensis

  - genre Teratosphaericola
    - Teratosphaericola pseudafricana

  - genre Teratosphaeriopsis
    - Teratosphaeriopsis pseudafricana

  - genre Xanthoriicola
    - Xanthoriicola physciae

  - genre Xenoconiothyrium
    - Xenoconiothyrium catenata

  - genre Xenopenidiella
    - Xenopenidiella rigidophora

  - genre Xenophacidiella
    - Xenophacidiella pseudocatenata

  - genre Xenoteratosphaeria
    - Xenoteratosphaeria jonkershoekensis
- non-classé mitosporic Capnodiales
  - genre Elasticomyces
    - Elasticomyces elasticus

  - genre Hispidoconidioma
    - Hispidoconidioma alpina

  - genre Kirramyces
    - Kirramyces lilianiae

  - genre Microcyclospora
    - Microcyclospora malicola
    - Microcyclospora pomicola
    - Microcyclospora quercina
    - Microcyclospora rhoicola
    - Microcyclospora tardicrescens

  - genre Recurvomyces
    - Recurvomyces mirabilis

  - genre Septocyta
    - Septocyta ruborum

  - genre Tripospermum
    - Tripospermum myrti
- non-classé Capnodiales incertae sedis
  - genre Arthrocatena
    - Arthrocatena tenebrio

  - genre Eriosporella
  - genre Johansonia
    - Johansonia chapadiensis

  - genre Mycophycias
    - Mycophycias ascophylli

  - genre Penidiella
    - Penidiella aggregata
    - Penidiella carpentariae
    - Penidiella columbiana
    - Penidiella drakensbergensis
    - Penidiella ellipsoidea
    - Penidiella kurandae
    - Penidiella pseudotasmaniensis

  - genre Pseudoramichloridium
    - Pseudoramichloridium henryi

  - genre Racodium
    - Racodium rupestre

  - genre Vermiconia
    - Vermiconia antarctica
    - Vermiconia flagrans